# Teòdot I Casiteres
Teodor I Casiteres (en llatí: Theodorus o Theodotus, en grec antic: Θεόδωρος o Θεόδοτος Κασσιτεράς) va ser patriarca de Constantinoble de l'any 815 al 821. Encara que el seu nom apareix sovint com Teodor, s'ha classificat a les llistes com Teòdot I de Constantinoble.
Era nascut a Nacòlia i fill de Miquel Melissè i de la germana de l'emperadriu Eudòxia (darrera muller de Constantí V). Va ser confident de l'emperador Miquel I Rangabé i va servir com oficial administratiu (spatharokandidatos); va donar suport a Lleó V l'Armeni al que, una vegada al tron, va portar cap a la tendència iconoclasta.
Va ser nomenat a l'abril del 815, després de la deposició per part de l'emperador Lleó V l'Armeni de Nicèfor I de Constantinoble (favorable a les imatges). El vell Teodot no tenia prou capacitat pel càrrec però era virtuós i tenia gust per la intriga. Va convocar un sínode a Constantinoble que va derogar els acords del Segon Concili de Nicea i va restablir la iconoclàstia el mateix 815 i sembla que va forçar a alguns clergues a acceptar aquesta visió per mitjà de la tortura, deixant-los sense menjar. Va excomunicar els seus predecessors, els patriarques iconòduls (que veneraven les imatges).
Va morir el gener del 821 i el va succeir Antoni I, un dels bisbes que havia abraçat la iconoclàstia l'any 815.